# ヨーク・アントワープ規則
ヨーク・アントワープ規則（York-Antwerp Rules、以下本規則）とは、共同海損に関する取り決めを定めた国際統一規則であり、事実上共同海損を処理する上で世界的な準拠法となっている。

## 歴史
19世紀、海上輸送に関する事故処理や紛争処理は、主に国際慣習により裁定・精算されていた。
1860年にはヨークで、1862年はロンドンで、1864年はグラスゴーで各国の船主、保険者、法律家及び海損清算人等が会議を行いヨーク規則が作られた。同年頃には万国公法の中国語版も発行された。
後の1877年にアントワープでヨーク、アントワープ規則を決議した。
万国海法会（CMI, Comite Maritime International）の母体である国際法協会がこれらの慣行を明文化するため1890年に初めて本規則を採択した。
この規則は1905年には日本語に翻訳され、翻訳者は次のように説明している。
これはただ行動の海運に関係ある者の私会の決議に過ぎざるをもって、法律にも非ず条約にも非ず。従って当事者間にこれに準拠すべき特別の約束なき限りは、これを遵奉する義務なきこと勿論なりといえども、現今、各国に於ける船荷証券、保険証券その他の証券において共同海損の場合にはヨーク、アントワープ規則に依る旨の約款を加えるの習慣あるをもって、その約款の効果として、事実上この規則が適用せられ、従って各国共通の規則たるがごとき観ありて、その勢力驚くべきものあり。現に日本郵船会社の船荷証券にも、共同海損についてはこの規則による旨を記載せり。—青木徹二
その後本規則の改正作業は万国海法会に引き継がれ、幾度かの改正を経て現在に至っている。

## 改正
本規則は万国海法会により国際海上輸送実務の実情に合わせて改正作業が行われる。戦後行われた改正作業は以下の通り。
- 1950年ヨーク・アントワープ規則（1948年アムステルダム国際会議）
- 1974年ヨーク・アントワープ規則（1974年ハンブルク国際会議）
- 1994年ヨーク・アントワープ規則（1990年パリ国際会議、1994年シドニー国際会議）
- 2004年ヨーク・アントワープ規則（2004年バンクーバー国際会議）

## 海上輸送契約とのかかわり
本規則は条約ではなく、海上輸送契約の当事者間で共同海損時の精算方法を取り決めるための規則であり、船荷証券や用船契約書に記載することによってその採用を宣言する。
現在では、1974年ヨーク・アントワープ規則を使用するのが国際的慣行となっており、各船社は船荷証券の裏面約款などに共同海損について「1974年ヨーク・アントワープ規則により精算する」旨の記載をしている。ただし船社によっては1994年ヨーク・アントワープ規則を採用している場合もあり、2005年以降は順次2004年ヨーク・アントワープ規則を採用する船社も現れ始めている。